# Nordiskt runnamnslexikon
Nordiskt runnamnslexikon (NRL) är ett lexikon över samtliga person- och ortnamn belagda i vikingatida runinskrifter i Norden. Lexikonet är författat av Lena Peterson och finns tillgängligt i en nätversion från 2002. En femte reviderad upplaga trycktes 2007.

## Digital version
Nordiskt runnamnslexikon.